# Monstre Witz
Pour les articles homonymes, voir Witz.
 (décembre 2010).
Le monstre Witz est le dieu de la montagne dans la religion maya.
Chez les Mayas, les montagnes sont considérées comme des êtres vivants qui sont aussi un dieu. Ce dieu est omniprésent dans l'iconographie sous la forme du monstre Witz.